# Spaceship (Benny Benassi)
Spaceship è il decimo singolo da solista del DJ/produttore Benny Benassi, con la partecipazione vocale della cantante Kelis, di apl.de.ap e del produttore Jean Baptiste.

## Videoclip
Il video è ambientato nello spazio, con uno sfondo sostanzialmente futuristico. Il videoclip è diretto da Ray Kay.

## Tracce[2]
1. Spaceship (3:06)
2. Spaceship (EDX Radio Edit) (2:50)
3. Spaceship (Extended Mix) (5:02)
4. Spaceship (EDX's Dubai Skyline Remix) (6:45)
5. Spaceship (Sidney Samson Remix) (4:47)
6. Spaceship (Alex Gaudino & Jason Rooney Remix) (7:36)
7. Spaceship (Kris Menace Remix) (5:22)
8. Spaceship (Rivaz Remix) (5:06)
9. Spaceship (Fedde Le Grand Remix) (6:32)
10. Spaceship (Edu K Remix) (6:48)
11. Spaceship (The Toxic Avenger Remix) (4:27)
12. Spaceship (The Toxic Avenger Almost Instrumental Remix) (4:34)
13. Spaceship (Nadastrom Remix) (4.31)
14. Spaceship (Pance Party Remix) (6:03)

## Classifiche
| Classifica (2010) | Posizione più alta |
| ----------------- | ------------------ |
| Belgio (Fiandre)  | 67                 |
| Belgio (Vallonia) | 80                 |
| Francia           | 16                 |
| Russia            | 21                 |